# Guido Bedarida
Guido Bedarida, noto anche con lo pseudonimo di Eliezer Ben David (Ancona, 18 febbraio 1900 – Livorno, 18 agosto 1962), è stato uno scrittore italiano.
È considerato uno dei maggiori autori di opere in Bagitto (gergo giudaico-livornese) e studioso dell'ebraismo italiano.

## Biografia
Guido Bedarida, quarto di quattro figli (Regina, Umberto, Carlo ed appunto Guido) era nato da una famiglia ebraica sefardita ad Ancona, da Davide Bedarida e Fortunata Ottolenghi. La famiglia Bedarida vi era arrivata da Livorno nel 1838; qui aveva fondato nel 1886 una fiorente attività grazie alla propria fabbrica di lana per materassi, la Ditta Davide Bedarida - poi "Casalana Bedarida" - con 120 dipendenti, fornitrice tra gli altri del Regio Esercito. Ad Ancona Bedarida frequento il biennio del ginnasio (dove fu compagno di classe ed amico di Lucia Servadio la quale in seguito, caso volle, sposò un Bedarida - Nino - non parente di Guido) prima di spostarsi a Livorno. Nel 1915 suo padre, Davide Bedarida, per poter proseguire la propria attività industriale, in seguito al blocco navale imposto dall'Austria-Ungheria al porto di Ancona, si trovò nella necessità di trasferire la ditta in un porto libero; fu scelta Livorno, città di origine della sua famiglia e luogo nel quale Guido formò la sua particolare vena artistica e culturale.
Bedarida infatti crebbe nell'ambiente ebraico livornese, allora intellettualmente molto vivace, numerosi erano i personaggi illustri e le personalità di rilievo che lo componevano, solo per ricordarne alcuni citiamo il senatore Dario Cassuto, Giuseppe Emanuele Modigliani, suo fratello Amedeo Modigliani, Ulvi Liegi, Federigo Enriques, Sabatino Lopez, Alfredo Sabato Toaff; fu cadetto presso l'Accademia Militare di Modena nel 1917; scampato alla Grande Guerra che si concluse l'anno prima di essere mandato al fronte, Guido cominciò gli studi universitari nel 1919 a Pisa; nel '22 si era già laureato in giurisprudenza discutendo una tesi sul «Valore giuridico del mandato inglese in Palestina», argomento che lo appassionava da sempre anche per la sua adesione al movimento sionistico.
Avverso al fascismo e sensibile ed emotivo per temperamento, avendo al tempo scarso interesse per l'attività commerciale ed industriale di famiglia, decise di intraprendere la carriera forense. Dopo aver efficacemente discusso alcune cause però, scelse di interrompere tale attività poiché turbato dalla possibilità di dover difendere persone che, colpevoli, certamente avrebbero meritato condanna; decise quindi di dedicarsi alla ricerca storica, all'attività di scrittore ed al collezionismo numismatico e d'arte. Contrario ad ogni forma di violenza era stato, per lungo un periodo, vegetariano. Tra gli anni dal 1924 al 1935 è autore di numerosi saggi di argomento ebraico che firma con lo pseudonimo "Eliezer Ben David" (Eliezer figlio di David).
Nel 1924 organizza a Livorno il IV convegno dei Giovani Ebrei d'Italia, tra i temi principali il sionismo, argomento cui Bedarida era da sempre profondamente legato. A tale convegno parteciparono ed intervennero tra gli altri anche i fratelli Rosselli, Enzo Sereni, Dante Lattes, Enzo Bonaventura, Umberto Nahon; l'intervento di Bedarida si intitolava "Coordinamento di azione culturale": per essere consapevoli della loro identità ebraica gli ebrei, egli affermava, dovevano disporre dei necessari strumenti culturali e intellettuali, il più importante dei quali era la lingua ebraica. Bedarida riteneva, analogamente a Martin Buber, che la lingua ebraica fosse l'elemento fondamentale che infondeva identità di nazione ed unità di popolo agli ebrei dispersi nel mondo. Per tale motivo, quindi, auspicò che venisse fondata in Italia una Federazione degli enti culturali ebraici che coordinasse la rinascita culturale in tutti i suoi aspetti, con particolare riguardo per la promozione dello studio dell'ebraico".
 Fu così grazie a quel suo intervento che, il giorno stesso e con sua grande soddisfazione, fu fondata la "Federazione degli Enti Culturali Ebraici Italiani" di cui fu eletto consigliere.
Sempre nel 1924 fondò il Gruppo Sionistico Livornese . Dal 1926 e fino al 1938 fu anche il direttore de La Rassegna Mensile di Israel, rivista culturale ebraica fondata nel 1925 da Alfonso Pacifici.
Nel 1932 a Casale Monferrato, città di origine della futura suocera Alice Jarach, sposò Pia Toaff, sorella del rabbino capo di Roma Elio Toaff e figlia di uno dei più illustri rabbini e studiosi ebraici del tempo: Alfredo Sabato Toaff, rabbino capo della comunità ebraica di Livorno (allora detta comunità israelitica) e direttore della locale scuola rabbinica nota in tutte le comunità ebraiche del bacino del mediterraneo per la sua eccellenza.
Nei primi anni '30 cominciò ad interessarsi dell'attività industriale di famiglia mantenendo i contatti commerciali con i clienti ed in fornitori intorno al mondo. Nel 1938, con l'aggravarsi della situazione politica italiana a seguito delle leggi razziali fasciste, con i tre figli giovanissimi (Anna, sei anni - Gabriele, quattro anni, Davide di due) e la moglie, decise di fuggire dall'Italia; la famiglia Bedarida infatti era già stata costretta a togliere i figli dalle scuole del Regno e chiudere anche lo stabilimento la cui attività laniera - esercitata in Livorno, città natale di Galeazzo Ciano allora ministro degli affari esteri del governo fascista di Mussolini - era molto nota ed infatti esplicitamente e specificamente citata tra le attività allora impedite dal governo fascista a chi fosse di religione ebraica. Bedarida con la famiglia riparò prima in Francia e poi qualche mese nel Principato di Monaco; oltralpe rimase fino al 1943 quando le mutate circostanze, dovute sia all'occupazione tedesca che all'armistizio in patria, consigliarono il ritorno Italia. Bedarida si nascose quindi nelle campagne toscane, prima nella fattoria del conte Pannocchieschi (ad Anqua, presso la famiglia di Antonio Brogioni e Maria Cini, con la quale rimase legato per tutta la vita) dove repubblichini e nazisti lo cercarono più volte e dai quali scampò miracolosamente e successivamente nella tenuta di famiglia, la Villa Marsiliana nel comune di Massa Marittima (Gr), oggi Riserva Naturale Statale Marsiliana, sede della Scuola di Equitazione della Forestale (allora composta, oltre che dalla villa stessa, da 15 poderi e 2200 ettari - quasi tutti inspiegabilmente acquisiti dallo Stato con la Riforma Agraria del 1950, cosa che rese insostenibili i costi della villa che fu quindi venduta). 
Nel 1945 Guido rientrò finalmente a Livorno e, nonostante il furto dei macchinari avvenuto durante la guerra, riuscì a rimettere in piedi praticamente da solo l'azienda di famiglia. Contemporaneamente riprese anche la propria attività di studioso e scrittore, se pur in modo meno prolifico a causa dei gravi problemi di salute dovuti alle sofferenze patite durante la guerra; continuò comunque a scrivere e preparare materiale per i suoi studi ed i suoi scritti fino al 1962, anno della sua prematura ed improvvisa scomparsa.
In suo onore, nel 2008, il comune di Livorno ha intitolato una strada cittadina.

## Opere
- "Il valore Giuridico del Mandato Inglese per la Palestina" (Tesi di Laurea 1922) R.M.I. 1925
- "Io Ebreo" 1927, scritto con lo pseudonimo "Eliezer Ben David", opera autobiografica edita presso Salomone Belforte e C. - Livorno
- "La bella ridestata" 1927 poemetto allegorico
- "La casa vuota" 1927, commedia in 3 atti
- "Gli Ebrei nella vita culturale Italiana" 1931, in cui analizza il contributo degli ebrei alla cultura italiana dal 1848 al 1928, scritto con lo pseudonimo "Eliezer Ben David"
- "Io t'ho chiamato" 1930 commedia in 3 atti
- "Il mare" 1930, novella
- "Ebrei di Sardegna" 1937, scritto con lo pseudonimo "Eliezer Ben David"
- "Ebrei d'Italia" 1950, in cui riporta i contributi degli ebrei alla cultura Italiana nei cento anni precedenti la pubblicazione
- "il Gergo Ebraico-livornese" 1957, "Rivista di Livorno" - Livorno
- "A Pia" 1957, Poesie dedicate alla moglie Pia Toaff in occasione del loro 25 anniversario di matrimonio
- "Gli Ebrei ed il Risorgimento Italiano" discorso pronunciato al Congresso delle Comunità Israelitiche Italiane a palazzo Barberini nel 1961 e pubblicato lo stesso anno.

In Bagitto (gergo Ebraico-livornese)
- "Lucilla fa da sé" 1924, commedia, Livorno
- "Un mezzo di canzoni antiche" 1928, Città di Castello
- "Vigilia di Sabato" 1934, commedia, Città di Castello
- "Il siclo d’argento" 1935, commedia
- "Alla banca di Memo e il lascito del sor Barocas", scenette in giudaico-livornese, 1950
- "Ebrei di Livorno" 1956, 180 sonetti, Le Monnier - Firenze